# Червоний (фільм)
«Червоний»  — український історичний фільм Зази Буадзе 2017 року, екранізація однойменного роману Андрія Кокотюхи.
Фільм вийшов в український прокат 24 серпня 2017 року. У серпні 2017 року стрічка була одним з можливих претендентів на висунення від України на ювілейну 90-ту кінопремію «Оскар» Американської академії кінематографічних мистецтв і наук у категорії «Найкращий фільм іноземною мовою», але врешті не була обраною від України.

## Сюжет
1947 року до табору ГУЛАГу потрапляє воїн УПА Данило Червоний. Начальник табору, майор Абрамов, передбачає, що Данило буде непокірним і завдасть чимало проблем, адже не раз уже тікав з ув'язнення.
Починаються дні в таборі, сповнені марудної важкої праці. Данило працює в копальні та зустрічає серед ув'язнених знайомого бійця на прізвисько Ворон та ще декількох українців. Один з них — Віктор Гуров, радянський льотчик з Чернігова, літак якого було збито над позиціями ворога і його вважають дезертиром, який був у полоні. Данило свариться з Віктором, який вважає Сталіна героєм і вірить у те, що потрапив до табору помилково. Між ними стається бійка, за що Віктора ведуть до начальника табору на допит. Абрамов вважає всіх українців покидьками, однаково — за Радянський Союз вони чи проти. Разом з тим він вирішує скористатися Віктором аби слідкувати за Данилом.
Абрамов доручає злочинцеві Зубу вночі таємно вбити Данила та інших українців, засуджених за політичні мотиви. Злодій Коля Тайга, переконаний, що Зуб «зсучився» (порушив злодійський закон, співпрацюючи з керівництвом табору), попереджає Данила. Вночі Зуб зі спільниками пробирається в барак, але Данило з товаришами влаштовують на них засідку й дають відсіч. Абрамов прикриває свій замисел словами, що це була бійка між українцями — «східняками» й «западенцями». В результаті поранені Данило та Віктор потрапляють до лазарету. Червоний переконує Віктора, що в його ув'язненні немає жодної помилки, що нацистська та комуністична системи однаково злочинні. Віктор, втім, не бажає це визнати.
Якось уночі «блатні» злочинці вбивають кількох зрадників, свідком чого стає Данило. Абрамов покладає вину на «бандерівців» і підозрює, що Данило був з ними за одно. Насправді він здогадується, що за цим стояв злодій в законі Коля Тайга та його поплічник Артист. Абрамов показово застрелює іншого злодія в законі на прізвисько Француз аби залякати загал. Данило підбурює ув'язнених покинути роботу та заявляє охоронцям, що в таборі, попри постійні слова Абрамова, порушується закон. Він пояснює, що його бригада перевиконала план і тепер має право на вихідний. Інші в'язні підтримують Данила і Абрамов неохоче погоджується дати день на відпочинок. Коля Тайга вирішує завести дружбу з Червоним і допомогти йому влаштувати справжній бунт. Однак, він не бажає тікати з табору, а тільки використати бунт як прикриття для убивства конкурентів.
Віктор закохується в медсестру Тамілу, і вона заступається за нього перед п'яним Абрамовим. Своєю чергою Абрамов погано пам'ятає що сталося та дякує Віктору, що той не дозволив йому покалічити Тамілу в нападі люті. Також Абрамов задумує одружитися з Тамілою та намагається домогтися її прихильності подарунками. Зуб підозрює про плани Тайги щодо Данила, тому наказує Віктору вбити Червоного, а в разі відмови погрожує вбити його самого.
Українці в таборі святкують Великдень, що охорона придушує. Абрамов підігрує Данилу, запрошує його до свого столу. Між тим він затіває розмову, в якій намагається переконати, що всяка непокора марна, бо ні Бога, ні України немає. Після цього він кидає Данила в карцер, проте потай в захваті від його стійкості. Віктор виявляє в Данила ознаки туберкульозу та просить Тамілу допомогти. Медсестра зізнається, що прийшла в табір на роботу аби розшукати свого батька, засудженого багато років тому.
Тим часом Данило з іншими українцями планує в глибині копалень втечу. Віктор розривається між тим аби приєднатися до нього чи видати Абрамову. Ув'язнені зображають бійку, що змушує прибути охорону. Напавши із засідки, охоронців убивають і відбирають зброю та форму. Переодягнувшись, вони добувають зброю решті в'язнів, починається перестрілка. Тоді ж «блатні» злочинці на чолі з Тайгою затівають бій зі зрадниками. Абрамову вдається сховатись і тишком убити Зуба, після чого втекти з Тамілою. Данило з Вороном обхідним шляхом нападають на охоронців, які стріляють у бунтарів, і знаходять, де сховався Абрамов. Тайга наказує своїм людям відвести Абрамова й Тамілу, а Данилу пропонує разом правити табором як злодії в законі. Віктору Тайга доручає застрелити Абрамова, але першим стріляє Артист. Після цього Тайга намагається зґвалтувати Тамілу, його застрелює Віктор, та його слідом убиває поплічник Тайги.
Українці-бунтарі ховають загиблих і покидають табір разом з Тамілою. Загалом семеро, вони вирушають на чолі з Данилом шукати кращої долі.

## У ролях
У зніманні брали участь:
| Актор              | Персонаж        | Роль                                 |
| ------------------ | --------------- | ------------------------------------ |
| Микола Береза      | Данило Червоний | командир УПА                         |
| Олег Шульга        | Віктор Гуров    | радянський льотчик                   |
| Олександр Мавріц   | Майор Абрамов   | начальник табору                     |
| Любов Тищенко      | Таміла          | лікар                                |
| Ігор Колтовський   | Коля Тайга      | злодій у законі                      |
| Олег Стефан        | Ворон           | воїн УПА                             |
| Володимир Шпудейко | Бородін         | начальник оперативної частини табору |
| Яків Ткаченко      | Хмара           | воїн УПА                             |
| Сергій Какалюка    | Зуб             | злодій-зрадник                       |

## Виробництво

### Кошторис
Кінофільм створено за фінансової підтримки Держкіно, яке профінансувало 50 % (₴10 млн.) з загального кошторису у ₴20 млн.

### Фільмування
У 2015 році стало відомо що знімання фільму має розпочатися у 2016 році. Знімальний період розпочався 10 березня 2016 року у Кривому Розі, неподалік урвища «Провал СРСР» було розташовано декорації табору.
Фільм є результатом спільного виробництва двох українських кінокомпаній — «ІнсайтМедіа» (Київ) та Одеська кіностудія (Одеса) та литовської кінокомпанії «Artbox» (Вільнюс).

## Реліз

### Кінопрокатний реліз
Передпрем'єрний показ в Україні відбувся 23 серпня 2017 року в київському Кінотеатрі «Оскар» (ТРЦ Gulliver); з 24 серпня 2017 року — на День Незалежності України — стартував всеукраїнський широкий прокат фільму.

### Реліз на домашньому відео
10 квітня 2018 року стрічка стала доступною на VOD платформі Megogo. На початку листопада 2019 року фільм також вийшов у США на DVD та VOD платформах Amazon та Tubi, тамтешній дистриб'ютор ITN Distribution переклав назву як «Втеча зі сталінської в'язниці смерті» (англ. «Escape from Stalin's Death Camp»); на диску доступний англомовний дубляж та англомовні субтитри.

## Сприйняття

### Оцінки і критика
Стрічка отримала змішані відгуки від українських кінокритиків. Катерина Сліпченко на сайті Zaxid.net позитивно оцінила фільм, особливо похваливши переконливу, без надмірної «театральщини», гру практично усіх акторів фільму. Максим Івануха з телеканалу «Еспресо TV» та Олена Концевич з інтернет-газети «Збруч» негативно оцінили фільм, відзначивши карикатурність антагоністів фільму (комуністів) та простоту і банальність сюжету. Кінокритики також відзначили занадто-літературність української мови акторів та переважно-російськомовність стрічки; зокрема Юлія Толстих з телеканалу ЗІК зазначила, що у фільмі наявна здебільшого російська мова.
Від пересічних глядачів фільм отримав схвальні відгуки: На сайті IMDb глядачі оцінили фільм на 7,3 з 10 на основі 736 голосів. На сайті Kino-teatr.ua глядачі оцінили фільм на 9,16 з 10 на основі 430 голосів. На сайті Кінобаза глядачі оцінили стрічку на 9,4 з 10 на основі 13 голосів

### Касові збори
Показ в Україні почався на День незалежності, 24 серпня 2017 року. Протягом перед-прем'єрного обмеженого прокату та першого тижня широкого прокату було продано 19 995 квитків, а фільм показали на 185 екранах, він зібрав ₴1,47 млн ($53 тис.), що на той час дозволило йому зайняти шосте місце серед усіх прем'єр.
На другий тиждень прокату фільм зібрав додатково ₴571 тис., довівши загальні збори стрічки до ₴2,6 млн.
Загалом стрічка протрималася в українському прокаті 11 тижнів та зібрала ₴3,1 млн.

## Нагороди та номінації
| Список нагород та номінацій                   | Список нагород та номінацій | Список нагород та номінацій    | Список нагород та номінацій | Список нагород та номінацій | Список нагород та номінацій |
| Кінофестиваль/Кінопремія                      | Рік                         | Категорія                      | Номінант(и)                 | Результат                   | Дж                          |
| --------------------------------------------- | --------------------------- | ------------------------------ | --------------------------- | --------------------------- | --------------------------- |
| Премія «Золота дзиґа»                         | 20.04.2018                  | Найкращий художник з костюмів  | Світлана Симонович          | Перемога                    | [ 29 ] [ 30 ]               |
| Премія «Золота дзиґа»                         | 20.04.2018                  | Премія глядацьких симпатій     | Червоний                    | Номінація                   | [ 29 ] [ 30 ]               |
| 7-й Міжнародний кінофестиваль «Корона Карпат» | 2018                        | Приз за найкращу чоловічу роль | Олександр Мавріц            | Перемога                    | [ 31 ]                      |

## Цікаві факти
Прототипом головного героя став Євген Грицяк , організатор Норильського повстання 1953 року 